# Тянь Фучжэнь
Тянь Фучжэ́нь (кит. трад. 田馥甄, пиньинь Tián Fùzhēn, род.30 марта 1983), также известная под англоязычным псевдонимом Хиби (англ. Hebe) — тайваньская певица, актриса, входящая в состав группы S.H.E.

## Биография
Коллеги Тянь посоветовали ей участвовать в конкурсе 'Cruel Stage'. Во время исполнения песни в первом круге конкурса её голос начал «ломаться». Поэтому Тянь решила спеть песню с более низким тонами.
Несмотря ни на что, Тянь удалось стать частью группы S.H.E вместе с Селиной Жэнь и Эллой Чэнь.